# Панамериканский чемпионат по дзюдо 1985
Панамериканский чемпионат по дзюдо 1985 года прошёл 14-17 февраля в столице Кубы Гаване под эгидой Панамериканского союза дзюдо. Чемпионат был 15-м по счёту. В неофициальном командном зачёте первенствовали спортсмены США, которые завоевали 13 наград: 7 золотых, 4 серебряных и 2 бронзовых.

## Медалисты

### Мужчины
| Категория            | Золото                        | Серебро                     | Бронза                                                 |
| -------------------- | ----------------------------- | --------------------------- | ------------------------------------------------------ |
| до 60 кг             | Серхио Альмейда · Бразилия    | Мики Мацумото · США         | Хосе Родригес · Куба Хорхе ди Нокко · Аргентина        |
| до 65 кг             | Игнасио Саю · Куба            | Дуг Тоно · США              | Итон Силва · Бразилия Виктор Ривера · Пуэрто-Рико      |
| до 71 кг             | Марио Цуцуи · Бразилия        | Федерико Вискарра · Мексика | Роберто Лагман · Аргентина Луис Дантес · Куба          |
| до 78 кг             | Бретт Баррон · США            | Карлос Хуттич · Мексика     | Вильфредо Кастильо · Куба Дельмо Баптисто · Бразилия   |
| до 86 кг             | Хосе Росабал · Куба           | Томми Мартин · США          | Луис Яни · Канада Оскар Мота · Венесуэла               |
| до 95 кг             | Альфредо Фернандес · Бразилия | Джозеф Мэли · Канада        | Исаак Аскуй · Куба Фабиан Ланнутти · Аргентина         |
| свыше 95 кг          | Франк Гарсия · Куба           | Фредерико Флекса · Бразилия | Марк Бергер · Канада Франк Наулэнд · США               |
| Абсолютная категория | Хосе Валле · Куба             | Фред Блэйни · Канада        | Фабиан Ланнутти · Аргентина Роджеро Черобим · Бразилия |

### Женщины
| Категория            | Золото                     | Серебро                | Бронза                                               |
| -------------------- | -------------------------- | ---------------------- | ---------------------------------------------------- |
| до 48 кг             | Мария Виллапол · Венесуэла | Дарлин Аная · США      | Тина Такахаси · Канада Марица Карденас · Куба        |
| до 52 кг             | Мэри Льюис · США           | Кэти Хаббл · Канада    | Сесилия Алакан · Куба Габриэла Вискара · Мексика     |
| до 56 кг             | Ив Аронофф · США           | Ирасема Ариас · Куба   | Мишель дес Гросейллиерс · Канада                     |
| до 61 кг             | Кэтлин Дальтон · США       | Сесилия Ллерена · Куба | Марсела Гарсия · Мексика Тельма де Соуза · Бразилия  |
| до 66 кг             | Кристин Пеник · США        | Сандра Гривс · Канада  | Эва Эспиноза · Мексика Сесилия Наварро · Куба        |
| до 72 кг             | Тина Стамп · США           | Сорая Андрэ · Бразилия | Нэнси Филтью · Канада                                |
| свыше 72 кг          | Маргарет Кастро · США      | Ольга Квесада · Куба   | Мара Наранчич · Аргентина                            |
| Абсолютная категория | Ольга Квесада · Куба       | Сорая Андрэ · Бразилия | Джин Канокоги · США Гризель дель Валле · Пуэрто-Рико |

## Медальный зачёт
*   Принимающая страна (Куба)
| Место          | Страна         | Золото | Серебро | Бронза | Всего |
| -------------- | -------------- | ------ | ------- | ------ | ----- |
| 1              | США            | 7      | 4       | 2      | 13    |
| 2              | Куба*          | 5      | 3       | 7      | 15    |
| 3              | Бразилия       | 3      | 3       | 4      | 10    |
| 4              | Венесуэла      | 1      | 0       | 1      | 2     |
| 5              | Канада         | 0      | 4       | 5      | 9     |
| 6              | Мексика        | 0      | 2       | 3      | 5     |
| 7              | Аргентина      | 0      | 0       | 5      | 5     |
| 8              | Пуэрто-Рико    | 0      | 0       | 2      | 2     |
| Всего стран: 8 | Всего стран: 8 | 16     | 16      | 29     | 61    |